# بوی بدن
بوی بدن (انگلیسی: Body odor یا body odour) در همه جانوران از جمله انسان وجود دارد و شدت آن می‌تواند تحت تأثیر بسیاری از عوامل (الگوهای رفتاری یا استراتژی‌های بقا) باشد. بوی بدن اساس ژنتیکی قوی دارد و همچنین می‌تواند به شدت تحت تأثیر بیماری‌های مختلف و شرایط فیزیولوژیکی قرار گیرد. اگرچه بوی بدن در انسان‌های اولیه نقش مهمی داشته است، اما به‌طور کلی در بین بسیاری از فرهنگ‌های انسانی بوی نامطبوعی محسوب می‌شود.

## بوی بدن در انسان
مطالعات دوسوکور نشان داد که زنان بوی مردانی را ترجیح می‌دهند که از نظر چهره جذاب ارزیابی می‌شوند. برای مثال، هم مرد و هم زن بیشتر جذب عطر و بوی طبیعی افرادی می‌شدند که بر اساس اجماع از نظر چهره جذاب ارزیابی شده بودند. علاوه بر این، همچنین نشان داده شده است که زنان به رایحه مردان با چهره‌های متقارن‌تر ترجیح بیشتری می‌دهند و ترجیح زنان برای بوی مردان متقارن‌تر در بارورترین دوره چرخه قاعدگی آنها قوی‌تر است. در مجموع زنان در چرخه معمولی قاعدگی، ترجیح زنان برای عطر مردان با تقارن صورت بالا با احتمال بارداری آنها ارتباط دارد. بوی بدن مردان نیز تحت تأثیر رژیم غذایی آنها قرار می‌گیرد، به طوری که زنان ترجیح می‌دهند بوی بدن مردانه مرتبط با افزایش محتوای رژیم غذایی میوه و سبزیجات و پروتئین و کاهش محتوای کربوهیدرات باشد.
بوی بدن می‌تواند در بهتر شدن شدن رابطه یا حتی انحلال یک رابطه مؤثر باشد همچنین افراد به هر میزان که علاقه بیشتری به بوی بدن پارتنرشان داشتند، بیشتر به روابط خود متعهد بودند. ادراک منفی از بوی همسر ممکن است از حالت آرام بخش به حالت نفرت‌انگیز تغییر کند، که نشان دهنده آشفتگی بالقوه رابطه و ایجاد انگیزه برای خاتمه آن است.
اگر فردی از بوی بدن شریک زندگی خود خوشش نیاید، ممکن است دفعات و لذت تعاملات جنسی کاهش یابد، که به‌طور بالقوه احتمال شکست رابطه را افزایش می‌دهد.

## بوی بدن و بیماری
در پستانداران نیز می‌توان از بوی بدن به عنوان علامت بیماری استفاده کرد. بوی بدن فرد کاملاً منحصر به فرد است، شبیه به اثر انگشت، و می‌تواند به دلیل زندگی جنسی، ژنتیک، سن و رژیم غذایی تغییر کند. با این حال، بوی بدن می‌تواند به عنوان نشانه ای برای بیماری استفاده شود. به عنوان مثال، به‌طور معمول، ادرار انسان حاوی ۹۵٪ آب است اما برای فردی که میزان قند خون غیرطبیعی دارد، ادرار او با گلوکز غلیظ تر می‌شود؛ بنابراین، اگر بوی بدن یا ادرار فرد به‌طور غیرمعمول بوی میوه‌ای یا شیرین می‌دهد، می‌تواند نشانه دیابت باشد. علاوه بر این، بوی آمونیاک که در بدن، ادرار یا نفس فرد ایجاد می‌شود نیز می‌تواند نشانه‌ای از بیماری کلیوی باشد. به‌طور معمول، کبد آمونیاک را به اوره تبدیل می‌کند زیرا آمونیاک دارای سطح بالایی از سمیت است. کلیه‌ها مسئول دفع مواد زائد مانند اوره از بدن هستند. اما اگر کلیه‌ها به درستی کار نکنند، این اوره به صورت آمونیاک نگهداری می‌شود و باعث می‌شود ادرار و حتی نفس فرد بوی آمونیاک بدهد. در نتیجه، بوی بدن می‌تواند به عنوان یک شاخص مفید برای بیماری مورد استفاده قرار گیرد، به ویژه زمانی که به‌طور ناگهانی از حالت عادی منحرف شود.

## تغییرات
با استفاده از دئودورانت، ضد تعریق، ضدعفونی‌کننده، پد زیر بغل، تری‌کلوسان، صابون‌ها یا فوم‌های مخصوص با عصاره‌های گیاهی ضدعفونی‌کننده مانند بارهنگ و شیرین‌بیان، پمادها و اسپری‌های داخلی و موضعی کلروفیلین، می‌توان بوی بدن را کاهش داد یا از آن جلوگیری یا حتی تشدید کرد. اگرچه بوی بدن معمولاً با اقدامات بهداشتی مرتبط است، اما ظاهر آن می‌تواند تحت تأثیر تغییرات رژیم غذایی و همچنین سایر عوامل باشد. تجزیه و تحلیل طیف‌نورسنجی پوست نشان داد که مردانی که میوه‌ها و سبزیجات بیشتری مصرف می‌کنند، به‌طور قابل توجهی با عرق خوشبوتر همراه هستند که به عنوان «کیفیت‌های گلی، میوه‌ای، شیرین و دارویی» توصیف می‌شود.

### صنعت
حدود ۹۰ درصد از آمریکایی‌ها و ۹۲ درصد از نوجوانان (در کل دنیا) از ضد تعریق یا دئودورانت استفاده می‌کنند. در سال ۲۰۱۴، بازار جهانی دئودورانت‌ها ۱۳ میلیارد دلار آمریکا (با نرخ رشد مرکب سالانه ۵٫۶۲ درصد بین سال‌های ۲۰۱۵ و ۲۰۲۰) برآورد شد.